# ジャン＝クレマン・ラブルデット
ジャン＝クレマン・ラブルデット（Jean-Clément Labourdette, 1923年9月5日 - 1945年4月27日） は、第二次世界大戦期ドイツ国（ナチス・ドイツ）の武装親衛隊フランス人義勇兵。武装親衛隊フランス人義勇兵部隊へ入隊したフランス人の最初から3番目の人物（l'engagé numéro 3）。
1943年3月、国家社会主義自動車軍団（NSKK）のフランス人部隊を脱走し、武装親衛隊（Waffen-SS）へ志願入隊。後に第8フランスSS義勇突撃旅団第II大隊を経て第33SS所属武装擲弾兵師団「シャルルマーニュ」（33. Waffen-Grenadier-Division der SS „Charlemagne“）に所属し、第57SS所属武装擲弾兵連隊第I大隊当直、行進連隊第I大隊副官、第57SS大隊第1中隊長を務めた。
独ソ戦の最終局面である1945年4月末、「シャルルマーニュ」師団の生存者の中で戦闘継続を希望した約300名の将兵の1人となり、「フランスSS突撃大隊」（Französische SS-Sturmbataillon）第1中隊長としてベルリン市街戦に参加。4月27日午後、ベルリン地下鉄のトンネル内に侵入したソビエト赤軍部隊との戦闘で死亡した。最終階級はSS義勇少尉（SS-Frw. Untersturmführer）。

## 武装親衛隊入隊までの経歴

フランス共和国エーヌ県

1923年9月5日、ジャン＝クレマン・ラブルデットはフランス共和国エーヌ県ジヴレー（Givray）に生まれた。
第二次世界大戦勃発後、フランスがナチス・ドイツとの戦争（1940年のフランスの戦い）を経て独仏休戦協定に応じてから1年以上の時が経った後の1942年、当時19歳のラブルデットは国家社会主義ドイツ労働者党（NSDAP：ナチス）の機関の1つ「国家社会主義自動車軍団」（NSKK）に参加し、同軍団のフランス人部隊「ドイツ空軍用NSKK自動車集団」（NSKK Motorgruppe Luftwaffe） に所属した。
1943年3月、ラブルデットの所属部隊がベルギーのフラームス＝ブラバント州フィルフォールデ（ヴィルヴォールデ）（nl:Vilvoorde / fr:Vilvorde）に駐屯していた頃、ドイツ陸軍の指揮下で東部戦線に従軍中のフランス人義勇兵部隊「反共フランス義勇軍団」（LVF：ドイツ陸軍第638歩兵連隊）とは別に武装親衛隊（Waffen-SS）においてフランス人義勇兵部隊を創設する運動が始まっていた。この情報を知った国家社会主義自動車軍団のフランス人隊員の中には、ラブルデットのように「脱走」して近隣の武装親衛隊兵舎や募集事務所へ押し掛ける者もおり、ラブルデットは武装親衛隊フランス人義勇兵部隊へ入隊したフランス人の最初から3番目の人物（l'engagé numéro 3：志願兵番号3） となった（彼はこのことを誇りにしていた）。

## 第8フランスSS義勇突撃旅団から「シャルルマーニュ」へ

### 訓練期間
国家社会主義自動車軍団フランス人部隊を脱走し、ベルギーのブリュッセルやアントウェルペンにあるSS隊員募集事務所から武装親衛隊へ志願したフランス人たちは最初にドイツのショッテンにあるSS入隊準備学校（SS-Vorschule Schotten）へ送られた。「ライプシュタンダーテ・SS・アドルフ・ヒトラー」師団出身の教官（将校・下士官）の指導の下、この学校ではスポーツによる肉体鍛錬や、密集隊形での行進訓練が行われた（ただし、装備に限りがあるため武器教練は行われなかった）。
ショッテンSS入隊準備学校を経た後の1943年7月、ジャン＝クレマン・ラブルデットを含むNSKK脱走組フランス人志願者約50名はアルザスのゼンハイム親衛隊訓練施設（SS-Ausbildungslager Sennheim）に到着した。1941年1月から武装親衛隊の外国人（特にフラマン人、オランダ人、ノルウェー人、デンマーク人）義勇兵専用の訓練キャンプ として使用されているこの施設で、フランス人たちはマルティン・ラウエ予備役SS中尉（SS-Ostuf.d.R. Martin Laue）の第1中隊（NSKK脱走組のほぼ全員が第1中隊第1小隊）に配属され、他のゲルマン系外国人義勇兵たちと同様に基礎訓練を受けた。ラブルデットたちの中隊長ラウエ予備役SS中尉は、ゼンハイムに新たなフランス人志願者が到着する度に「（フランス人として）フランスのために尽くすことは1つの義務であるが、武装親衛隊でヨーロッパのために尽くすことは1つの名誉である」と強調した。
武装親衛隊へ入隊してから約1年後の1944年春、ラブルデットはチェコのネヴェクラウ（Neweklau、チェコ語表記ネヴェクロフ(Neveklov)）においてSS義勇連隊付上級士官候補生（SS-Frw. Standarten-OberJunker）となり、編成中のフランスSS義勇突撃旅団（Französische-SS-Freiwilligen-Sturmbrigade：後の第8フランスSS義勇突撃旅団）第II大隊に配属された。このため、ラブルデットは1944年8月に第I大隊が派遣されたガリツィアの戦いに参加していなかった。

### 「シャルルマーニュ」旅団
1944年9月、ドイツ陸軍・ドイツ海軍・武装親衛隊・その他の組織に所属するフランス人義勇兵の再編・統合に伴って第8フランスSS義勇突撃旅団は解隊され、新設の武装親衛隊フランス人義勇兵旅団（後の第33SS所属武装擲弾兵師団「シャルルマーニュ」）の基幹部隊の1つ「第57SS所属武装擲弾兵連隊」（Waffen-Grenadier-Regiment der SS 57）として再編成された。
当初、ラブルデットは同連隊の1個中隊の指揮を委ねられた が、後にアンリ・フネSS義勇中尉（SS-Frw. Ostuf. Henri Fenet）が指揮を執る第57SS所属武装擲弾兵連隊第I大隊に当直として配属された（以後、ラブルデットはポメラニア戦線からベルリン市街戦に至るまで大隊長フネの部下として戦い続けた）。

## 1945年2月下旬〜3月　ポメラニア戦線

### 第57SS所属武装擲弾兵連隊第I大隊
1945年2月下旬、第33SS所属武装擲弾兵師団「シャルルマーニュ」は東部戦線のポメラニアへ出陣し、2月22日に師団の先遣隊がハマーシュタイン（Hammerstein、現ツァルネ(Czarne)）鉄道駅に到着した。
2月24日午後1時、ジャン＝クレマン・ラブルデットSS義勇連隊付上級士官候補生が所属する第57SS所属武装擲弾兵連隊第I大隊（アンリ・フネSS義勇中尉）は、ハマーシュタインから12キロメートル南東に位置するハインリヒスヴァルデ（Heinrichswalde、現ウニエフフ(Uniechów)）への進軍を開始した。この時の「シャルルマーニュ」師団第57SS所属武装擲弾兵連隊第I大隊の編成は次の通り。
しかし、ハインリヒスヴァルデまでの道のりは決して容易なものではなかった。大隊の重兵器と弾薬を輸送する車輌は泥道にはまり、将兵は膝の位置まで沈むほどのくぼみに足をとられ、さらに、ソビエト赤軍から逃げる難民の集団を通過させるために大隊の進軍は遅々として進まなかった。
やがて第I大隊はハインリヒスヴァルデに到達したが、既に村は赤軍部隊によって占領されていた。大隊は24日午後7時に攻撃を開始したが、赤軍の強固な抵抗・反撃に直面し、第3中隊長クーニルSS義勇少尉を含む多数の戦死者および負傷者を出した。
また、第I大隊は彼らの左側面に展開するルネ＝アンドレ・オービッツ武装大尉（W-Hstuf. René-André Obitz）の第II大隊と、右側面に展開する第15SS所属武装擲弾兵師団(ラトビア第1)との連絡も未だに確立できていなかった。最終的に第57SS所属武装擲弾兵連隊長ヴィクトル・ド・ブルモン武装大尉（W-Hstuf. Victor de Bourmont）から通達された命令に従い、第I大隊は北東へ後退し、25日午前3時に新たな陣を敷いた。
その後、「シャルルマーニュ」師団は2月25日午後遅くにハマーシュタイン、翌26日にノイシュテッティン（Neustettin、現シュチェチネク(Szczecinek)）まで後退した。

### 行進連隊第I大隊
1945年3月1日、フランスSS部隊総監グスタフ・クルケンベルクSS少将（SS-Brigf. Gustav Krukenberg）は不利な状況を打破するために「シャルルマーニュ」師団の戦地再編成を実施した。間もなく、クルケンベルクの命令を受けた第58SS所属武装擲弾兵連隊長エミール・レイボー武装少佐（W-Stubaf. Émile Raybaud）によって、師団最良の部隊を集めた「行進連隊」（Régiment de Marche）、それ以外の部隊を集めた「予備連隊」（Régiment de Réserve）が編成された。
この時、ジャン＝クレマン・ラブルデットSS義勇連隊付上級士官候補生はアンリ・フネSS義勇中尉が指揮を執る行進連隊第I大隊の副官に任じられた。「シャルルマーニュ」師団が行進連隊・予備連隊として再編成されてから数日後、ケルリン脱出時の「シャルルマーニュ」師団行進連隊第I大隊の編成は次の通り。
1945年3月4日から5日にかけての夜、ケルリン（Körlin、現カルリノ(Karlino)）でソビエト赤軍に包囲された「シャルルマーニュ」師団は3部隊に分かれて包囲突破を開始した。先鋒は師団司令部およびフネの行進連隊第I大隊で、彼らにはクルケンベルクSS少将をはじめとするフランスSS部隊査察部のドイツ人将兵も随伴した。
3月5日朝、クルケンベルクとフネの行進連隊第I大隊の将兵はベルガルト（Belgard、現ビャウォガルト(Białogard)）南部の森林地帯に身を潜めていた。彼らは敵に発見されることを避けるために焚き火もタバコも禁止し、降りしきる雪と凍えるほど低い気温の中で身を震わせていた。
作戦会議終了後の午前9時、フネが先頭に立った行進連隊第I大隊は移動を再開した。彼らは森の中を進み、夜間は暗闇に乗じて移動を続け、3月6日夜にドイツ陸軍のオスカー・ムンツェル少将（Gen.Maj. Oskar Munzel）麾下の軍団が再集結中のメゼリッツ（Meseritz、現ミエンジジェチ(Międzyrzecz)）に到達することができた。大隊を赤軍の包囲からほぼ無傷で脱出させたこの功績により、大隊長アンリ・フネSS義勇中尉には1945年3月6日付で一級鉄十字章が授与された。
この時点で約800名の行進連隊第I大隊は、後にハンス・フォン・テッタウ歩兵大将（Gen.d.Inf. Hans von Tettau）の「フォン・テッタウ」戦闘団に組み込まれた。そして、行進連隊第I大隊（「シャルルマーニュ」師団の残余）はバルト海沿岸部の都市ディフェノ（Dievenow、現ジブヌフ(Dziwnów)）への突破作戦に参加し、ポメラニア戦線からの撤退に成功した。

## 1945年3月〜4月　「シャルルマーニュ」師団再編
1945年3月中旬、大損害を被ってポメラニア戦線から撤退した第33SS所属武装擲弾兵師団「シャルルマーニュ」の生存者は、ドイツ北部地域のヤルゲリン（Jargelin：アンクラム(Anklam)北西に位置する町）に順次集合した。この時、グスタフ・クルケンベルクSS少将、アンリ・フネSS義勇中尉、そしてフネの副官ジャン＝クレマン・ラブルデットSS義勇連隊付上級士官候補生は3月16日に現地へ到着した。
3月18日、プレンツラウ（Prenzlau）近郊の親衛隊全国指導者司令部に出頭し、ポメラニア戦線での「シャルルマーニュ」師団の活動報告を済ませて戻ってきたクルケンベルクSS少将は、「シャルルマーニュ」師団の生存者に対する昇進及び勲章の授与を執り行った。これによってラブルデットはSS義勇少尉（SS-Frw. Untersturmführer）に昇進し、同時に一級鉄十字章も受章した。

### 第57SS大隊第1中隊
1945年3月24日、ドイツ北部で再編成中の「シャルルマーニュ」師団はノイシュトレーリッツ（Neustrelitz）に移動し、師団司令部をカルピン（Carpin：ベルリンから約90キロメートル北に位置する町村）に設置した。3月25日に「シャルルマーニュ」師団は「45年型擲弾兵師団」を基準とした1個擲弾兵連隊（2個擲弾兵大隊および1個重兵器大隊で構成）に再編成するよう命じられた。
当初、「シャルルマーニュ」師団（連隊）第57SS大隊（SS-Bataillon 57：アンリ・フネSS義勇大尉）の第1中隊長はシャルル・ルメグ武装中尉（W-Ostuf. Charles Roumégous）であったが、ルメグが戦意を喪失したことで大隊長フネはルメグの代わりにラブルデットSS義勇少尉を第1中隊長に据えた。その後、ラブルデットは第57SS大隊第1中隊長として勤務する傍ら、大隊内の窃盗犯や脱走兵の裁判（軍法会議）において議長であるフネの助手を務めるなどして時を過ごした。
1945年4月14日、カルピンで再編成中の「シャルルマーニュ」師団（連隊）に、1945年1月から4月初旬までチェコのベーメンにあるSSの軍学校「キーンシュラークSS装甲擲弾兵学校」（SS-Panzergrenadierschule Kienschlag）で将校教育を受けていたフランス人士官候補生20名以上が合流（復帰）した。そして、ラブルデットSS義勇少尉の第57SS大隊第1中隊には次の5名の士官候補生（いずれも20代前半の若者であり、非常に士気旺盛なフランス人義勇兵）が配属された。
- アンドレ・ブルミエSS義勇連隊付上級士官候補生（SS-Frw. StdObJu. André Boulmier）[注 4]
- ジャン・コサールSS義勇連隊付上級士官候補生（SS-Frw. StdObJu. Jean Cossard）
- ジャン＝マリ・クロアジル武装連隊付上級士官候補生（W-StdObJu. Jean-Marie Croisile）
- マクシム・ド・ラカーズ武装連隊付上級士官候補生（W-StdObJu. Maxime de Lacaze）
- ジャック・ル・メニャン・ド・ケランガSS義勇連隊付士官候補生（SS-Frw. StdJu. Jacques Le Maignan de Kérangat）

## 1945年4月24日　ベルリンへの出発

### フランスSS突撃大隊第1中隊
1945年4月24日の明け方、ソビエト赤軍の包囲下にあるドイツ国（ナチス・ドイツ）首都ベルリンから連絡を受けたフランスSS部隊総監兼「シャルルマーニュ」師団（連隊）長グスタフ・クルケンベルクSS少将の命令を受けた第57SS大隊長アンリ・フネSS義勇大尉は中隊長を招集し、それぞれの部下にベルリンへ出発するか後方に残るかを選ばせるよう伝えた。第57SS大隊第1中隊長ジャン＝クレマン・ラブルデットSS義勇少尉と第2中隊長ピエール・ミシェルSS義勇中尉（SS-Frw. Ostuf. Pierre Michel）は部下に対し次のように言った。
「ベルリンへの志願者は1歩前へ！」
そして、各中隊がそれぞれ1人の男に向かって1歩足を進めた。第1中隊の下士官の1人ジャン＝ルイ・ピュエクロンSS義勇伍長（SS-Frw. Uscha. Jean-Louis Puechlong）によると、この時ベルリンへ出発した第1中隊の人数は将校・下士官を含め85〜90名強であったという。
1945年4月24日午前5時30分、グスタフ・クルケンベルクSS少将とアンリ・フネSS義勇大尉が率いる「フランスSS突撃大隊」（Französische SS-Sturmbataillon）はカルピンを出発し、ベルリン目指して行軍を開始した。
同日午後3時頃、フランスSS突撃大隊の車列はファルケンレーデ（Falkenrehde）の橋を渡ろうとしたが、その際に彼らをソビエト赤軍部隊と誤認したドイツの国民突撃隊によって橋は爆破された。これによって車を利用した行軍が不可能となったため、クルケンベルクは全ての補給物資と装備をトラックから降ろした後、重傷者とトラックをノイシュトレーリッツまで送り返すよう命じた。
ベルリンまでの残りの道のりを徒歩で行軍せざるを得なくなったフランスSS突撃大隊は、クルケンベルクとフネが先頭に立って移動を再開した。クルケンベルクとフネの後にヴィルヘルム・ヴェーバーSS中尉（SS-Ostuf. Wilhelm Weber）の戦術学校、ピエール・ミシェルSS義勇中尉の第2中隊、ピエール・ロスタン武装上級曹長（W-Hscha. Pierre Rostaing）の第3中隊、ジャン・オリヴィエSS義勇曹長（SS-Frw. Oscha. Jean Ollivier）の第4中隊が続き、ラブルデットの第1中隊は後衛として落伍者を収容しつつ前進した。
そして1945年4月24日午後10時頃、フランスSS突撃大隊はベルリン市内のベルリン・オリンピアシュタディオン近隣の国立競技場（Reichssportfeld）に到着した。

## 1945年4月　ベルリン市街戦

### 4月26日　テンペルホーフの戦い
1945年4月26日早朝、ノイケルン区（Neukölln：ベルリン市街南東部）のフランスSS突撃大隊はノイケルン区役所（Rathaus Neukölln）とその周辺に布陣し、第11SS義勇装甲擲弾兵師団「ノルトラント」（11. SS-Freiwilligen-Panzergrenadier-Division „Nordland“）の戦車部隊の支援を伴った反撃を開始した。
しかしこの時、ジャン＝クレマン・ラブルデットSS義勇少尉の第1中隊はノイケルン区のフランスSS突撃大隊ではなく、テンペルホーフ区（Tempelhof）守備隊に一時的に配属されていた。ベルリン市街戦におけるフランスSS突撃大隊第1中隊の編成は次の通り。
ハーゼンハイデ公園（Hasenheide：ノイケルン区北部の公園）北側（ノイケルンとテンペルホーフの区境）に到着して以来、ジャン＝クレマン・ラブルデットSS義勇少尉のフランスSS突撃大隊第1中隊はテンペルホーフ区防衛司令官の指揮下に入っていた。第1中隊は4月26日の朝から夕方に至るまでテンペルホーフ区の予備兵力として扱われており、隣接するノイケルン区でフランスSS突撃大隊の他の中隊が激戦を繰り広げていることを忘れそうになるほど平穏な状態であった。
自分たちが予備兵力として留め置かれている状況に対し、戦闘を渇望している第1小隊長ブルミエ、第2小隊長ド・ラカーズなどのネヴェクラウ（キーンシュラークSS装甲擲弾兵学校）出身の若い士官候補生たちが苛立っていた時、ようやく中隊長ジャン＝クレマン・ラブルデットSS義勇少尉から出撃命令が通達された。
「時間だ、行くぞ」（Cette fois, on y va.）
「どこらへんにですか、少尉？」（Dans quel quartier, Untersturmführer?）
「テンペルホーフ空港沿いの防衛陣地を維持せねばならん。この地区（現在地）にロシア兵（赤軍兵）が侵入する恐れがある」（Nous devons tenir des positions défensives le long de l'aérodrome de Tempelhof. On craint des infiltrations russes dans ce secteur.）
第1中隊は夕暮れ頃にテンペルホーフ空港（Flughafen Berlin-Tempelhof）と近隣の墓地の間に展開して防衛線を敷き、タコツボに機関銃を据えてソビエト赤軍を待ち構えた。やがて現れた赤軍部隊と第1中隊が交戦状態に突入した後、ラブルデットは部下のジャン＝ルイ・ピュエクロンSS義勇伍長を大隊長フネとの連絡のためにノイケルン区役所（大隊本部）へ派遣した。
しかし、ピュエクロンが大隊本部から戻ってくるまでにフランスSS突撃大隊第1中隊の状況は悪化した。両側面の友軍との連絡は途絶え、赤軍の包囲は徐々に狭まっていた。そして突如として赤軍の榴弾砲と迫撃砲の攻撃が第1中隊の周囲に加えられ、飛び交う榴散弾の破片によって第1中隊は死傷者を続出した。
それから夜に至り、ようやく赤軍の砲撃が鳴りを潜めた。しかしそれは同時に、赤軍歩兵の来襲を意味していた。赤軍兵はフランスSS突撃大隊第1中隊の陣地の北東部の家々（テンペルホーフ空港が見渡せる場所）に進出し、戦術的優位を確保した。ラブルデットは第1中隊を引き連れて墓地まで後退・再度布陣したが、間もなく「ウラー！」（Ура!）と雄叫びを上げる赤軍兵の大群の襲撃を受けた。テンペルホーフ墓地において武装親衛隊フランス人義勇兵と赤軍兵が入り乱れる大混戦が繰り広げられ、墓地中に死が吹き荒れた。
やがて、第1中隊にヘルマン通り（Hermannstraße）とフルークハーフェン通り（Flughafenstraße：空港通り）の角に集結・布陣せよとの命令が通達された。ラブルデットは現地の家々を確保して中隊の体勢を立て直したが、中隊は半数の兵を失っていた。
そして4月26日夜遅く、第1中隊はヘルマン広場（Hermannplatz）でフランスSS突撃大隊本部に合流した。大隊は第1中隊の帰還を大いに喜んだ。

### 離別
しかし、1945年4月26日から27日にかけての深夜、フランスSS突撃大隊第1中隊長ジャン・クレマン＝ラブルデットSS義勇少尉は、自分は戦線の新たな綻びを繕うよう地区防衛司令官から命じられたと大隊長アンリ・フネSS義勇大尉に伝えた。
ラブルデットの第1中隊を頼りにしているフネは地区防衛司令官に対し、フランス師団（「シャルルマーニュ」）の生存者たちを分離させず最後まで一緒に戦わせて欲しいと頼み込んだ。しかし、それでもなお地区防衛司令官は第1中隊を要求した。さらに戦況も逼迫していたため、最終的にフネは突撃大隊が数時間の休息を取っている間のみの限定的な作戦を条件に第1中隊の貸与に同意した。
ラブルデットは出発の直前に、フネから「血気にはやらず、そしていかなる犠牲を払ってでも約束の時間に帰ってこい」と伝えられた。ラブルデットは「任せてください、大尉」と答えたが、その返事に不吉な予感を覚えたフネはラブルデットの肩を抱いて言った。「部下と一緒に必ず帰ってくるんだ、必ずだぞ、わかったか？」
しばしの沈黙の後、ラブルデットは若干ためらいつつ「ご心配なく。私は戻ってきます」と答えた。「よし、また会おう！」と言ったフネに対し、「また会いましょう、大尉！」と答え、握手を交わした後、ラブルデットは第1中隊を連れて夜の闇に消えて行った。

### 1945年4月27日　最期
1945年4月27日、フランスSS突撃大隊本部と再び別れた時点でジャン＝クレマン・ラブルデットSS義勇少尉の第1中隊には約40名の将兵しか残っていなかった。彼らは小隊単位で展開し、マクシム・ド・ラカーズ武装連隊付上級士官候補生（W-StdObJu. Maxime de Lacaze）の小隊はベル＝アリアンス広場（Belle-Alliance-Platz、現メーリング広場(Mehringplatz)）のバリケードの1つを守り、ジャン＝マリ・クロアジル武装連隊付上級士官候補生（W-StdObJu. Jean-Marie Croisile）の小隊はシェーネベルク（Schöneberg）方面へ送られた。
4月27日正午頃、Sバーンヨルク通り駅（Bahnhof Berlin Yorckstraße）近郊で第1中隊は国防軍少佐の要請により、反撃作戦に投入されることとなった。ラブルデットは中隊の状況を大隊本部に伝えるため、アルベール・ロブラン武装連隊付上級士官候補生（W-StdObJu. Albert Robelin）の小グループをフネのもとへ送った。
4月27日午後2時頃、第1中隊は限定的な反撃作戦に参加した。ヨルク通り（Yorckstraße）に沿って7輌のソビエト赤軍戦車と多数の歩兵が出現したが、赤軍兵は前進を躊躇していた。そこで赤軍は民間人に変装した5、6名の兵を前進させたが、彼らは銃撃を受けて散り散りに逃げ去った。

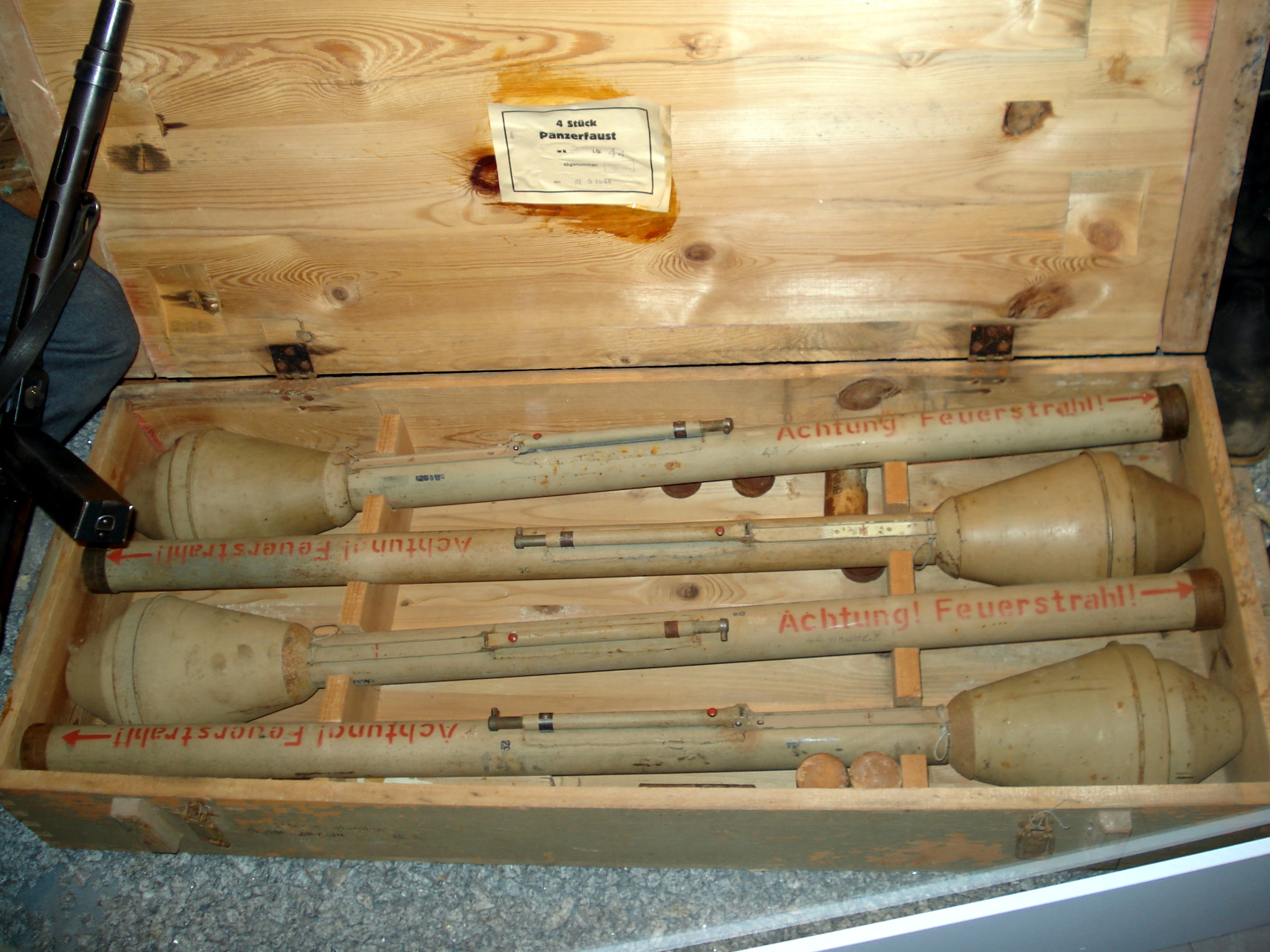
パンツァーファウスト

この時、ラブルデットのもとに1人の老紳士が現れ、建物の5階にある散らかった弾薬箱を移動させるよう頼んだ。ラブルデットたちが弾薬箱を開けたとき、そこにはパンツァーファウストが収納されていた。最初のT-34が接近しつつある中、まさに天の賜物であった。クロアジル武装連隊付上級士官候補生 が発射したパンツァーファウストの弾頭は命中しなかったものの、彼の小隊（14名に減少）に同行していた1人の国防軍兵士が先頭のT-34を仕留め、赤軍部隊を後退に追い込んだ。
その後、ラブルデットは数名の兵を連れてベルリン地下鉄のトンネル内に設けた前哨陣地へ向かった。しかし、ラブルデットは約束の時間になっても戻ってこなかったため、第2小隊長ド・ラカーズはあらかじめ発せられていたラブルデットの命令に従い、夕暮れ頃に第1中隊の大半を率いてフランスSS突撃大隊本部へ帰還した。
この時、ラブルデットはトンネル内で突撃銃を手にし、部下の後退を援護していた。そして、最後の部下が後退したのを見計らって自身も後退を開始したが、その時に敵の榴弾（もしくは銃弾） を浴びたラブルデットは細切れになって斃れた。満21歳没。
それから間もなく、大隊長アンリ・フネSS義勇大尉のもとにラブルデット戦死の知らせがもたらされた。

## キャリア

### 党員・隊員番号
- ナチス党員番号（NSDAP-Nr.）：無し
- 親衛隊隊員番号（SS-Nr.）：無し（ 1943年3月、国家社会主義自動車軍団を脱走して武装親衛隊へ志願入隊したフランス人義勇兵。武装親衛隊フランス人義勇兵部隊へ志願入隊したフランス人の最初から3番目の人物）

### 階級

#### 国家社会主義自動車軍団
不明

#### 武装親衛隊
- 1944年4月 - 5月　SS義勇連隊付上級士官候補生（SS-Frw. Standarten-OberJunker）
- 1945年3月1日　SS義勇少尉（SS-Frw. Untersturmführer）（書類上の日付。実際に昇進式が行われた日付は1945年3月18日）

### 勲章
- 一級鉄十字章（1945年3月18日）